# Metisa aethiops
Metisa aethiops är en fjärilsart som beskrevs av George Francis Hampson 1910. Metisa aethiops ingår i släktet Metisa och familjen säckspinnare. Inga underarter finns listade i Catalogue of Life.